# Туризм в Уэльсе
Туризм в Уэльсе — один из секторов экономики региона. Уэльс является новым туристическим направлением, в 2002 году его посетили более 8 млн человек. В 2005 году благодаря туризму экономика Уэльса получила около 100 тысяч рабочих мест в сфере услуг, это 8 % от общего числа рабочих мест Уэльса. Самыми популярными мероприятиями для туристов в Уэльсе являются шопинг, походы в горы и посещение исторических достопримечательностей, музеев и галерей. В 2006 году Уэльс посетили более 1,1 млн зарубежных туристов, в основном из Ирландии, США и Германии.
Столица Кардифф — самое популярное для туристов место в Уэльсе с 11,7 млн посетителей в 2006 году. В 2004 году туристы потратили больше всего денег в Гуинете, Конуи и Кардиффе.

## Причины для развития туризма в Уэльсе

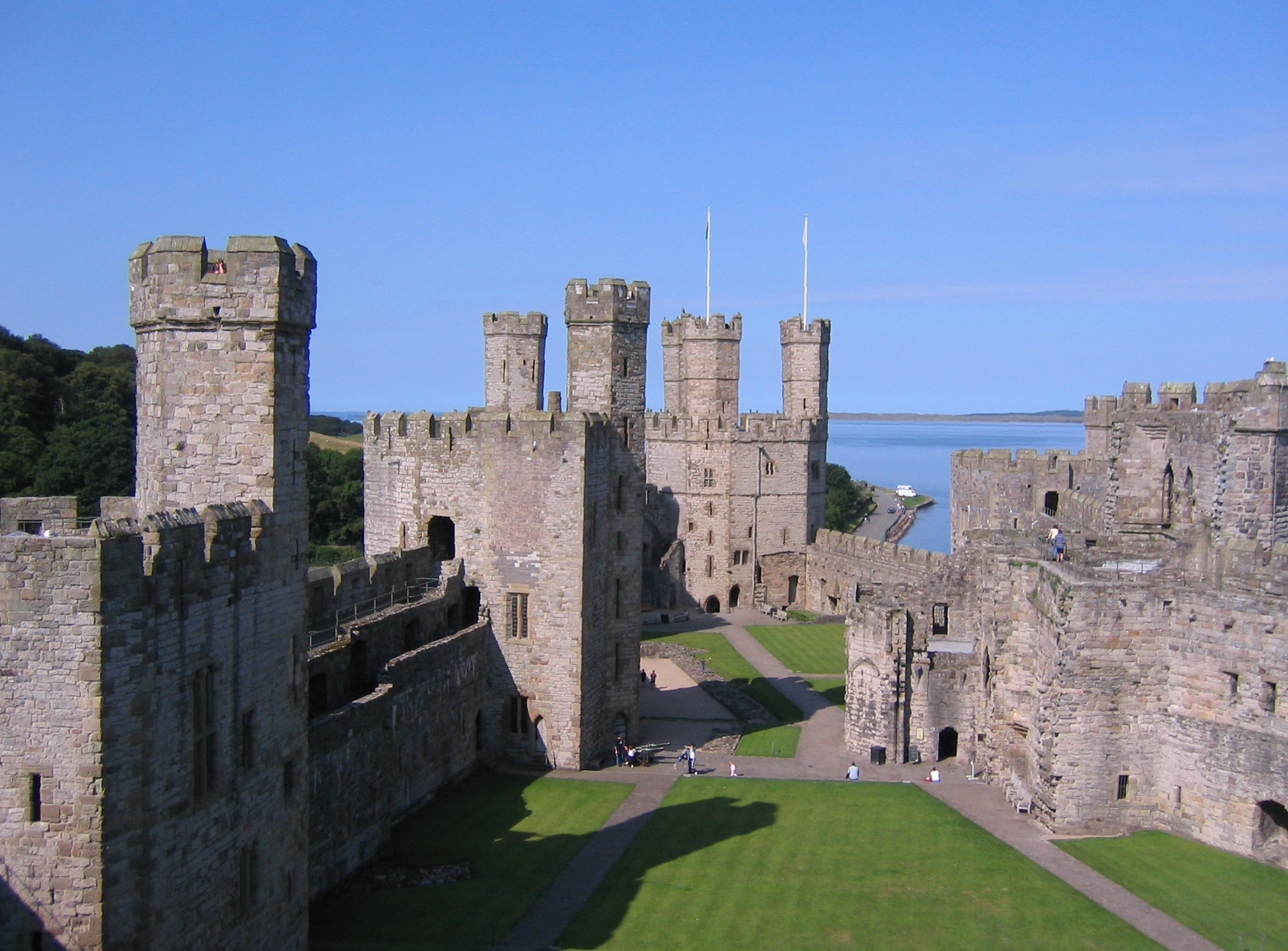
Внутренний двор Замка Карнарвон

Для привлечения туристов активно используется история и культура Уэльса. Национальный исторический музей Сент-Фейгенс, который делает акцент главным образом на промышленном прошлом Уэльса, в настоящее время является самой популярной достопримечательностью и привлекает более 600 тысяч посетителей в год. Также привлекают туристов другие исторические места, например замки, такие как Карнарвон или Кайрфилли, которые были построены для включения или укрепления английского завоевания Уэльса во времена правления английского короля Эдуарда I.
Ландшафт Уэльса также способствует развитию туризма. В Уэльсе три национальных парка: Национальный парк Брекон-Биконс, Национальный парк Сноудония и Национальный парк Пембрукшир Кост. Популярным в этих парках является пешеходный туризм, плавание на каноэ и каяке, полеты на дельтаплане и скалолазание. Уэльс становится всё более популярным и для экстремальных видов спорта, таких как сёрфинг, кросс-кантри и скоростные спуски.
Ещё одной причиной туристической популярности Уэльса, как и остальной части Великобритании, в особенности среди туристов из Северной Америки — это происхождение, многие приезжают в Уэльс, чтобы изучить родовые корни своих семей. По оценкам, 1,8 млн граждан США имеют валлийское происхождение, в том числе президенты Авраам Линкольн и Томас Джефферсон.

## История туризма в Уэльсе

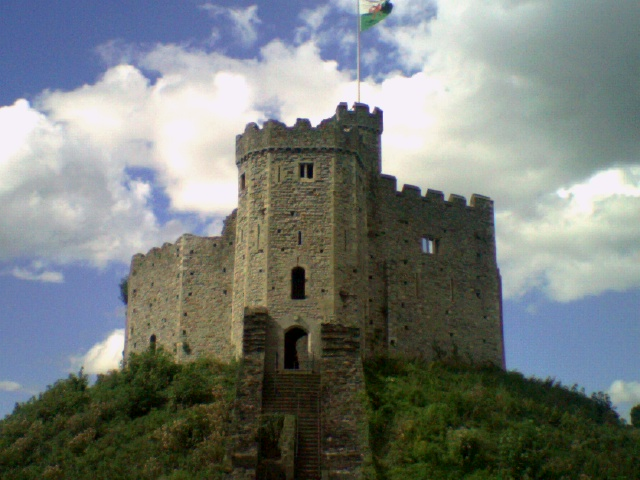
Донжон замка Кардифф

Долина Уай стала свидетелем рождения туризма в Уэльсе в XVIII веке. В 1745 году, когда Джон Эгертон (англ. John Egerton) получил приход в Россе, он начал организовывать для друзей летние лодочные прогулки вниз по реке Уай. Через четверть века речное путешествие было коммерциализировано и обезличено. Регион стал широко известен после публикации преподобным Уильямом Гилпином (англ. William Gilpin) в 1782 году «Наблюдений на реке Уай». Эта книга вышла в свет в Англии и была первым иллюстрированным путеводителем в Британии. Она помогала путешественникам найти самые живописные местности, такие как Аббатство Тинтерн. Особой привлекательностью долины Уай был речной пейзаж, и многие путеводители, гравюры и картины, изображавшие его, обеспечивали постоянный устойчивый поток туристов, количество которых росло после постройки новой платной дороги вверх по долине в 1822 году и открытия железнодорожной линии в 1865 году.
В 1862 году Джордж Борроу пишет путеводитель «Дикий Уэльс», и, как видно из самого названия, понятие туризма в более гористой части Уэльса практически не существовало, за исключением походов самых смелых путешественников. Только в викторианскую эпоху появляется представление о горах и долинах как о визуально приятных ландшафтах. В это время начинает появляться туризм в Северном Уэльсе.
В индустриальную эпоху, когда понятие отпуска и туризма в Англии стало более массовым, многие люди выбирали для отдыха приморские курорты Уэльса, такие как Лландидно, Престатин и Рил в Северном Уэльсе, Аберистуит и Бармот в Среднем Уэльсе, Барри, Тенби, Суонси и Пенарт в Южном.

## Достопримечательности Уэльса

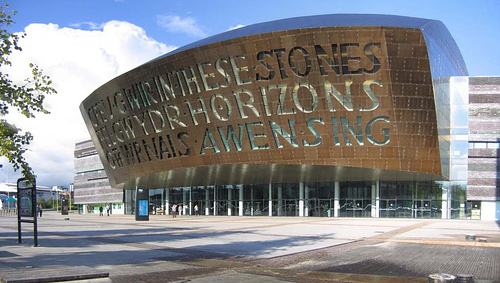
Центр Миллениум в Уэльсе

- Кардифф — столица и самый большой город. Основные достопримечательности: Замок Кардифф, стадион Миллениум, театры, музеи и спортивные центры.
- Суонси — второй по величине город Уэльса.
- Ньюпорт — третий по величине город.
- Сент-Дейвидс — самый маленький город Великобритании.
- Бангор — городок, окружённый горами.
- Сноудон — самая высокая гора Уэльса